# Хотомлянська волость
Хотомлянська волость — адміністративно-територіальна одиниця Вовчанського повіту Харківської губернії.
Найбільші поселення волості станом на 1914 рік:
- слобода Хотомля — 6000 мешканців.
- слобода Мартова — 7081 мешканець.
- слобода Бабка — 5237 мешканців.

Старшиною волості був Ілляшенко Петро Михайлович, волосним писарем — Тимофієнко Григорій Георгійович, головою волосного суду — Лукашов Єгор Борисович.